# یارانه کشاورزی
الگو:سرمایه‌داری انحصاری دولتی

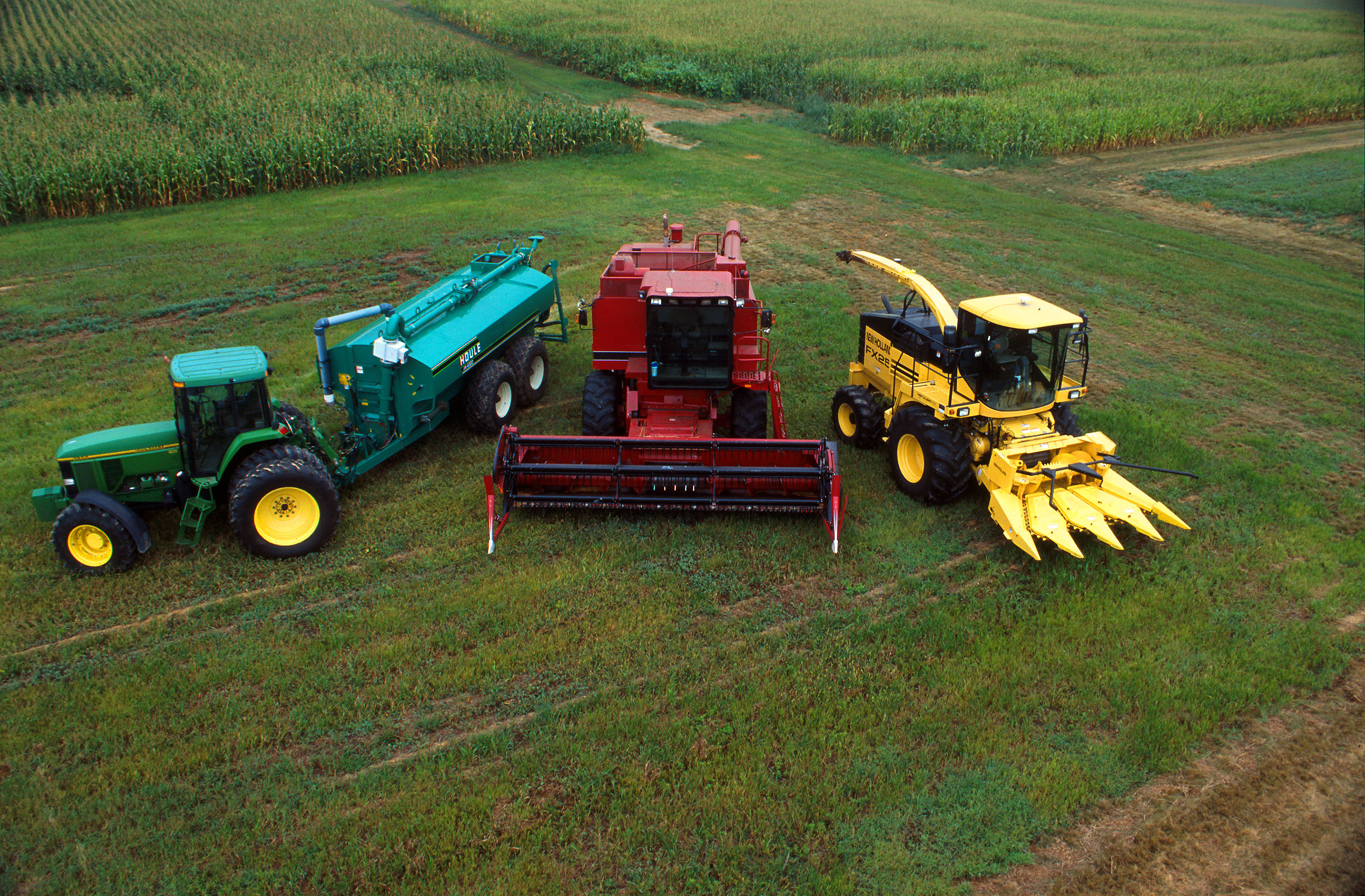
یارانه‌های کشاورزی با تسهیل دسترسی و به‌کارگیری انواع گوناگون تراکتورکمباین، دروگرها، تریلرها، می‌توانند به کسب‌وکار کشاورزی کمک کنند.

یارانه کشاورزی (که حمایت یا مشوق کشاورزی نیز نامیده می‌شود) یک یارانه دولتی است که به کشاورزها، سازمان‌های کشاورزی و مزارع به منظور تکمیل درآمد آنها، مدیریت عرضه کالاهای کشاورزی و تأثیر آن بر هزینه و عرضهٔ این کالاها پرداخت می‌شود.
نمونه‌هایی از کالاهایی که شامل این گونه حمایت می‌شوند عبارتند از: گندم، غلات خوراک (غلاتی که به عنوان علوفه استفاده می‌شود، مانند ذرت یا ذرت، سورگوم، جو و جو)، پنبه، شیر، برنج، بادام زمینی، شکر، تنباکو، دانه‌های روغنی مانند سویا و فرآورده‌های گوشتی مانند گوشت‌های گاو، خوک و بره و گوسفند.
یک مطالعه در سال ۲۰۲۱ توسط سازمان خواربار و کشاورزی ملل متحد نشان داد که بین سال‌های ۲۰۱۳ تا ۲۰۱۸ سالانه ۵۴۰ میلیارد دلار یارانه جهانی به کشاورزان داده می‌شود. این مطالعه نشان داد که این یارانه‌ها از راه‌های مختلفی زیان‌بار هستند. در کشورهای ثروتمند، یارانه‌ها با ترویج مصرف بیش از حد گوشت به سلامت فرد و جامعه آسیب می‌رسانند.
در کشورهای توسعه نیافته یارانه‌ها مصرف بیش از حد مواد اولیه کم تغذیه را تشویق می‌کنند. یارانه همچنین با تشویق جنگل‌زدایی به بحران آب‌و هوا کمک می‌کند و همچنین باعث نابرابری می‌شود زیرا کشاورزان خرده مالک که بسیاری از آنها زن هستند، کنار گذاشته شده‌اند. به گفته آخیم اشتاینر، رئیس UNDP، تغییر مسیر یارانه‌ها با ایجاد زمینه بازی برابر با شرکت‌های کشاورزی در مقیاس بزرگ، معیشت ۵۰۰ میلیون کشاورز خرده مالک را در سراسر جهان تقویت می‌کند. در گزارش جداگانه‌ای توسط مؤسسه منابع جهانی در اوت ۲۰۲۱، آمده‌است که بدون اصلاح، یارانه‌های مزرعه «گستره وسیعی از زمین‌های سالم را بی‌استفاده می‌کند».